# サンブビオース
サンブビオース(Sambubiose)は二糖で、β-D-キシロシル-(1→2)-β-D-グルコースである。
サンブビオースは、いくつかのグリコシド色素を構成する。ガマズミ属のViburnum dentatumの果実は、青色に見える。その主要な色素の1つは、シアニジン 3-サンブビオシドであるが、混合物は非常に複雑な組成である。サンブビオシドは、アントシアニジンとともに、アラセイトウ(Matthiola incana)でも見られる。